# 崔徳新
崔 徳新（チェ・ドクシン、1914年9月17日 – 1989年11月16日）は、大韓民国の軍人・政治家、朝鮮民主主義人民共和国の政治家。

## 略歴
1914年、平安北道義州に生まれる。父は、金日成が通っていた満州の樺成義塾の校長である崔東旿。
父が中国に亡命したので、崔徳新は9歳の時に母と共に中国に渡り、父を探して流浪した。中央陸軍軍官学校第10期を卒業した後、国民政府軍事委員会でドイツ語を翻訳し、ほどなく下部部隊の作戦参謀となる。光復軍が創設されると宣伝課長に就任。太平洋戦争勃発後に新編第38師団新兵営営長、のちに新編第1軍参謀。終戦後は中国軍を退役して光復軍華南韓籍士兵集訓総隊長として武装解除した日本軍から約3千名の朝鮮籍兵士を集め、彼らを引き連れて帰国した。
帰国後は、1947年春に警備士官学校（特別組3期） に入学し、僅か2ヶ月で南朝鮮国防警備隊の少尉に任官した。その後少佐に特進し、大田の第2連隊長に任ぜられた。大田滞在時に中佐に昇進し、連隊長の任期を終えた後は陸軍士官学校の校長に就任した。この当時の生徒に朴正煕がいる。その後はアメリカへ渡り、1949年にフォート・ライリーの陸軍幕僚学校（初等軍事組）、1950年にはフォート・ベニングの陸軍歩兵学校（高等軍事組）をそれぞれ卒業した。帰国後には、第1軍団参謀長、第8師団長を歴任。1950年10月から第11師団長として後方のゲリラ討伐を担当。この時、崔徳新は堅壁清野戦術を実行した。1951年2月には、第11師団は居昌良民虐殺事件や山清・咸陽虐殺事件を行った。これが原因で師団長職を退いた。
1953年4月、休戦会談韓国代表。停戦協定の調印では李承晩の命令に従って、署名の寸前で席を蹴って退席した。そのため韓国側の署名は無い。
休戦後、第1軍団長に就任。この頃、父崔東旿は北朝鮮に渡っており在北平和統一促進協議会執行委員兼常務委員などの要職に取り立てられていた。自身への追及を恐れた崔徳新は父は拉致されたと主張した。第1軍団長を最後に予備役へ編入。
退役後はベトナム工作を行っていたが、5・16軍事クーデターが勃発。維新勢力と関係の深い崔はクーデターを支持し、維新勢力の正当性のための東南アジア方面の親善使節団を担当した。これにより外務部長官へと取り立てられ韓日外相会談に参加したが、実質的な交渉は金鍾泌が握っていたとされる。名ばかりの官職に嫌気がさした崔は駐西ドイツ大使に赴任し朴大統領とハインリヒ・リュプケ大統領との相互訪問を実現させたが、在任中東ベルリン事件が発生した。
統一院顧問、駐南ベトナム公使、韓中日報社長などを歴任する傍ら、宗教方面に影響力があった父の縁で天道教教令に就任、信者の票を集め1971年大韓民国大統領選挙に貢献したが、やがて維新憲法の発布により宗教的サポートの必要がなくなり融資は絶たれた。金大中事件と文世光事件を経ていよいよ朴正煕への疑念は深まり、日本・台湾を経て弟のいるアメリカへ亡命した。
1977年11月18日、東京で「朴正煕政権の民族抹殺政策と売国的な軍事ファッショポリシーを糾弾する」との声明を発表。
亡命後、崔泓熙を通して故郷の北朝鮮へのシンパシーを強めるようになる。1986年4月に、妻の柳美英と共に北朝鮮へ渡り、以降は天道教青友党中央委員長、祖国平和統一委員長、朝鮮宗教人協議会長、最高人民会議代議員など多くの要職を歴任し、祖国統一賞も受賞した。
1989年11月16日、死去。11月18日に国葬が行われ、遺体は愛国烈士陵に埋葬された。

## 年譜
- 1936年 - 中央陸軍軍官学校卒業
- 1937年3月20日 - 陸軍歩兵少尉[7]
- 1942年 - 新編第38師新兵営少校営長
- 1944年6月1日 - 韓国臨時政府外務部秘書[8]（～同年11月20日）
- 1945年 - 新編第1軍上校参謀
- 1945年10月 - 光復軍広東暫編支隊長[9]
- 1946年5月 - 帰国[10]
- 1947年3月 - 警備士官学校特別第3期卒業、任大尉（軍番359番）、第6連隊大隊長[10]
- 1947年9月 - 第2連隊長[10]
- 1948年
  - 7月29日 - 警備士官学校校長[11]
  - 9月5日 - 陸軍士官学校に改称[11]
  - 12月15日 - 陸軍大領[12]
- 1949年
  - 1月15日 - 第3旅団長[13]
  - 5月12日 - 師団に昇格[13]
  - 6月30日 - アメリカに留学
- 1950年
  - 6月2日 - フォート・ベニング歩兵学校卒業[14]
  - 6月25日 - 朝鮮戦争勃発
  - 7月14日 - 大邱到着、第1軍団参謀長[14]
  - 8月4日 - 第8師団長[15]
  - 9月13日 - 陸軍本部高級副官[16]
  - 9月20日 - 陸軍准将[17]
  - 9月25日 - 第11師団長[18]
- 1951年
  - 7月15日 - 陸軍予備士官学校校長[17]
  - 12月 - 陸軍大学副校長[19]
- 1952年
  - 1月22日 - 陸軍歩兵学校校長[17][20]
  - 8月15日 - 第1軍団副軍団長[17]
- 1953年
  - 1月25日 - 陸軍少将[17]
  - 4月 - 休戦会談代表[10]
  - 7月 - 国防部第1局長[10]
- 1954年 - 陸軍本部企画参謀副長[10]
- 1955年 - 第1軍団長、任中将[10]
- 1956年10月 - 予備役
- 1958年 - ベトナム大使[10]
- 1961年10月11日 - 外務部長官
- 1963年8月9日 - 駐西ドイツ大使
- 1967年9月 - 天道教教領[10]
- 1968年 - 在郷軍人会副会長[10]
- 1969年5月 - 国土統一諮問委員会委員[10]
- 1971年 - 韓中文化協会会長[21]

## 家族
息子のチェ・イングクは、韓国に残ったが汚名や経済的困難にさらされた。2019年7月6日、チェ・イングクの北朝鮮入りと北朝鮮に永住することが報道された。

## 著書
- 『民族と私-統一の道ひとすじに』、鄭石鉄訳、統一評論社、1984年刊・日文
- 『南韓地で30年－民族分断の悲劇の中で』、1985年刊・ハングル
- 『民族の活路を求め－民族の運命を思い』、1987年刊・ハングル